# خانه وقفی مروج
خانه وقفی مروج مربوط به دوره افشار - دوره زند است و در یزد، خیابان سلمان فارسی، میدان شهداء، کوچه مسجد امیر چخماق، بن‌بست مروج، پ ۳۰ واقع شده و این اثر در تاریخ ۱۴ اسفند ۱۳۸۵ با شمارهٔ ثبت ۱۷۸۹۵ به‌عنوان یکی از آثار ملی ایران به ثبت رسیده است.